# آرامگاه پیر مرادآباد
بقعه پیرمرادآباد بقعه‌ای در بخش مرکزی شهرستان اراک، روستای مرادآباد در ۱۴ کیلومتری شمال شرقی شهر اراک و ۴ کیلومتری شمال شرقی مشهد میقان در کشور ایران واقع است.

## تاریخچه
دیرینگی ساخت این بقعه به قرن پنجم و ششم هجری قمری بازمی‌گردد. بنابر اعتقاد عامه مردم، دستور ساخت این بقعه را شاهپور ذوالکتاف داده است که بعدها این بنا از بین می‌رود لیکن در دوره سلجوقی بقعه‌ای مجدد بنا می‌گردد.
نقل کرده‌اند شاپور دوم که برای نبرد با دشمن از منطقه فراهان می‌گذشت، با پیرمردی برخورد می‌کند. پیرمرد پیشگویی می‌کند که شاه در جنگ پیروز خواهد شد. از قضا شاپور پیروز شد و در هنگام بازگشت نزد پیرمرد رفت ولی او مرده بود؛ لذا دستور داد تا بقعه‌ای مرتفع به یاد و گرامی‌داشت پیرمراد در آن مکان بسازند.

## معماری
طرح بیرونی بنا به شکل کثیرالاضلاع منتظم است که بر هر ضلع آن طاق‌نمایی و بر فراز آنها گنبدی از نوع دوپوش وجود دارد. زمینه طاق نماها با خط بنایی به شیوه گره‌چینی با آجر تزیین شده است. این بنا که در دوره سلجوقیان ساخته شده از یک پایه ۱۲ ضلعی به ارتفاع حدود ۱۴ متر و گنبدی آجری به ارتفاع حدود ۵ متر که بر روی آن قرار گرفته، تشکیل شده است. از داخل بنا راه پله‌ای به پشت‌بام وجود دارد که برای موارد خاص استفاده شده است. تمامی این بنا از آجر چهارگوش، گچ و ساروج ساخته شده است.